# Andrew St. John
Andrew St. John (Millinocket, Maine, Estados Unidos, 9 de julio de 1982) es un actor estadounidense. Ha aparecido en diferentes series de televisión, como en Days of our Lives, CSI: Miami, CSI: Nueva York, etc.

## Filmografía
| Año       | Título                | Personaje      | Notas         |
| --------- | --------------------- | -------------- | ------------- |
| 2003      | General Hospital      | Kyle Ratcliffe | 13 episodios. |
| 2004      | What I Like About You | Bike Messenger | 1 episodio.   |
| 2005      | CSI: Nueva York       | Dalton         | 1 episodio.   |
| 2005      | CSI: Miami            | Daniel Kleiner | 1 episodio.   |
| 2006      | Vanished              | Chad Rainer    | 1 episodio.   |
| 2006      | Criminal Minds        | Jeremy Collins | 1 episodio.   |
| 2007-2008 | Life is Wild          | Jesse Weller   | 13 episodios. |
| 2009      | Greek                 | Nate Radcliffe | 1 episodio.   |
| 2011      | Days of our Lives     | Tyler          | 2 episodios.  |